# Uomini dalle nove vite
Uomini dalle nove vite (The Man with Nine Lives), anche noto come Uomini dalle 9 vite , è un film del 1940 diretto da Nick Grinde.
È un film giallo a sfondo fantascientifico statunitense con Boris Karloff, Roger Pryor e Jo Ann Sayers.

## Trama
Indagando in una villa situata tra i monti del Canada in cui dieci anni prima un medico praticava un nuovo sistema di cura chiamato geloterapia, il dott. Mason ritrova i corpi del medico e dei suoi pazienti congelati. Una volta scongelato il vecchio medico riprenderà, gli esperimenti sulla sua cura causando però altre vittime. Dopo aver finalmente scoperto la formula corretta della cura, il medico verrà ucciso dalla polizia, ma le sue scoperte verranno tramandate dal dott. Mason.

## Produzione
Il film, diretto da Nick Grinde su una sceneggiatura di Karl Brown, fu prodotto da Irving Briskin e Wallace MacDonald per la Columbia Pictures Corporation e girato dal 16 febbraio 1940 al 5 marzo 1940. I titoli di lavorazione del film erano  The Man Without a Face,  Behind the Door e  The Man Who Would Not Die.

## Distribuzione
Il film fu distribuito negli Stati Uniti il 18 aprile 1940 dalla Columbia Pictures.
Il film fu distribuito anche:
- in Portogallo il 12 giugno 1941 (Ressuscitados)
- negli Stati Uniti nel novembre del 1947 (redistribuzione)
- in Danimarca il 24 maggio 1948 (Manden med de ni liv)
- in Brasile (A Ilha dos Ressuscitados)
- nel Regno Unito (Behind the Door)
- in Grecia (Poios eisai, poios?)
- in Italia (Uomini dalle nove vite)

## Critica
Secondo Fantafilm
il film è caratterizzato da "stesso regista, stesso sceneggiatore, stesso protagonista (e stessa tematica) di L'uomo che non poteva essere impiccato". Secondo Leonard Maltin il film è "finto ma divertente quando Karloff congela se stesso".

## Promozione
Le tagline per la promozione del film erano:
- "He kills in the name of science...Tombs of ice for the living...Chambers of horror for the dead!".
- "Resurrected from a tomb of ice!".